# Aristocracia
Aristocracia (Grego ἀριστοκρατία aristokratía  de ἄριστος aristos 'excelente', e κράτος, kratos 'regra'), sinônimo de elite, é uma palavra que pode ser traduzida literalmente como “o governo dos melhores”.
O termo foi usado pela primeira vez por antigos filósofos gregos, que o usaram para descrever um sistema político em que apenas os melhores cidadãos, escolhidos por meio de um cuidadoso processo de seleção, se tornariam governantes, no qual o governo hereditário não seria permitido, a menos que os filhos dos governantes tivessem melhor desempenho e fossem mais bem dotados com os atributos que tornam uma pessoa adequada para governar em comparação com todos os outros cidadãos da política. Platão, Sócrates, Aristóteles, Xenofonte e os Espartanos consideravam a aristocracia (a forma ideal de governo de poucos) inerentemente melhor do que a forma de governo de muitos (democracia) sendo considerada uma das "Boas Formas" por Aristóteles. Essa crença estava enraizada na suposição de que as massas só poderiam produzir políticas médias, enquanto os melhores cidadãos poderiam produzir a melhor política, se fossem de fato os melhores. 
Com o tempo, acabou por colocar a força nas mãos de uma pequena classe social dominante, passando a ser confundida com a oligarquia. Sendo essa considerada uma corrupção da primeira, governada por uma fidalguia que detinha o poder de maneira hereditária, por laços consanguíneos.

## Contextualização
Este conceito político surgiu na Antiguidade Clássica representando uma das três formas típicas de governo, entre a monarquia e a democracia, e, posteriormente, de suas combinações e derivações.
Para Aristóteles, a aristocracia era antes o governo de poucos, dos melhores cidadãos sem distinções de nascimento ou riqueza mas no sentido de possuírem melhor formação moral e intelectual para atender aos interesses do Povo. Completando-o Platão, em que termo aristocracia se fundia na virtude e na sabedoria. Caberia, portanto, aos sábios, aos melhores, aos "aristocráticos", enfim, dirigir o Estado no rumo do Bem-comum. Ele via a aristocracia como a melhor forma de governo dentre todas, pois cidadãos intelectualmente qualificados poderiam exercer o poder de forma justa, governando a cidade de modo a buscar sempre o melhor para todos.
Assim a aristocracia, como uma forma de governo, seria formada por um grupo de pessoas escolhidas com um extraordinário conhecimento sobre a ética, que estaria blindado das possibilidades de corrupção orquestradas para privilegiar interesses próprios ou o interesse dos mais ricos.
A partir da Idade Média, a aristocracia deixa de ser um tipo de governação para passar a chamar-se ao conjunto dos dominantes no esquema social, não restringindo por isso a análise à nobreza ou aos fidalgos, mas, incluindo também as chamadas elites ou aristocracias urbanas, aquelas que se sobressaíam pelos altos postos e por privilégios transmitidos hereditariamente, perdendo assim o seu sentido original.
Em Do contrato social, Jean-Jacques Rousseau define como aristocracia, um governo no qual são magistrados mais do que um cidadão, e menos do que metade de todos eles; um número de magistrados maior que a metade, uma democracia; e o governo no qual há um magistrado único, do qual todos os outros recebem o poder, uma monarquia.
Embora a aristocracia tivesse origem na necessidade de criar um novo governo que combatesse a tirania, em que o poder se concentrava em uma pessoa. A conotação negativa do termo aristocracia surge porque esta poderia ser transformada na perversa oligarquia, desviada da originária monarquia em que o poder político era exercido por uma elite, um pequeno grupo de cidadãos escolhidos pela nobreza, prestígio social ou privilégios herdados de determinadas áreas — científica, religiosa, artística etc. —, caso os governantes atendessem a interesses privados.

## Visão actual
Para muitos, actualmente, este tipo de sistema é apenas vista como uma forma de organização política em que o governo é monopolizado por uma classe social privilegiada.
Hoje, caindo em desuso, o termo é sinônimo de alta sociedade, de origem fidalga ou não, tanto que expressões como aristocracia, alta sociedade, burguesia, elite, classe dominante, etc., não costumam ser diferenciadas. Porém, para fazer um paralelo com a definição pós-clássica, ainda medieval, o Reino Unido poderia ser considerado um governo aristocrático devido à composição de seu Parlamento, sobretudo da Câmara dos Lordes.
Será Fernando Pessoa que, num seu ensaio, ainda apresenta a ideia de um aristocrata na década trinta do século XX, como um indivíduo que "não obedece; por isso, por sua natureza de não obedecer, degenera em não obedecer a convicções que tem, em não obedecer sequer a si-próprio. Sente a necessidade de agir diferentemente dos outros. Ao passo que o burguês deseja agir conforme á regra geral. Ele é o que age por si. Ele é ele, não é os outros, como diz Oscar Wilde. O Aristocrata é a força desintegrante, de progresso, anarquistica".